# Danny Fernandes
Pour les articles homonymes, voir Daniel Fernandes.
Daniel Fernandes (né le 16 septembre 1985) est un chanteur, un compositeur de chansons et un danseur canadien de descendance portugaise. Il est le frère cadet du chanteur canadien Shawn Desman.

## Carrière
À 16 ans Danny Fernandes a gagné deux prix "Rising Star" consécutifs dans le concours annuel de danse CNE. Il est devenu le plus jeune membre de "Dance Pak" célèbre de l’équipe Toronto Raptors et a commencé à apparaître régulièrement en tant que danseur de réserve dans des vidéos musicales.
Après qu’il a fait du tourisme en Europe (Allemagne, Suisse, Autriche), Daniel Fernandes a signé un contrat avec Capital Prophet Records et a sorti son premier album Intro. Il effectue ensuite sa première tournée principale en première partie du groupe de fille, Girlicious.
Il a sorti trois singles de son premier album comprenant Curious featuring Juelz Santana, Private Dancer featuring Belly, et Fantasy. Ces singles étaient des succès à travers Canada, et le troisième single "Fantasy" a réussi d’atteindre #25 sur Canadian Hot 100. Private Dancer a d'une part a été à premier positions sur MuchMusic Countdown.
Danny Fernandes est actuellement un juge sur la nouvelle émission de télévision "Karaoke Star Jr." à côté de Tara Oram.
Le 2 novembre 2010, il publie sont second album intitulé AutomaticLuv, qui comporte un duo avec son frère Shawn Desman, et dont le premier single est Automatic en duo avec le rappeur canadien Belly. Le second single est annoncé comme étant Hit Me Up.

### Collaboration avec Akon
En début Akon a décidé d’interprété le premier single Right Now (Na Na Na) de son troisième album studio Freedom avec Danny Fernandes, et ils ont même enregistré une version de la chanson ensemble. Cette version a filtrée sur Internet avant sa sortie, Akon a donc décidé de l’interpréter en solo.

### Albums
Intro est le premier album du chanteur. L’album a été # 55 sur le chart Canadien des albums. Il a été écrit et produit exclusivement par le rappeur, Belly. L'album comporte les singles suivant :Curious (featuring Juelz Santana), Private Dancer (écrit par lui-même avec Belly et produit par son frère Shawn Desman  qui a commencé au # 81 sur Hot 100 Canadien et a réussi à atteindre la place no 32, et Fantasy son grand succès de l’album au Canada. Il est sorti le 14 octobre 2008 au Canada, l’album a aussi sorti aux États-Unis via VIP Music.
Singles
1. Curious (feat. Juelz Santana)
2. Private Dancer (feat. Belly)
3. Fantasy
4. Never Again
5. Addicted

AutomaticLuv est le second album de Danny sorti le 2 novembre 2010. l'album s'est classé no 61 à sa sortie et le single Automatic en duo avec Belly a atteint la 41e place au Canada. L'album contient un duo avec son frère Shawn Desman, Feel It et le second single est annoncé comme étant Hit Me Up.
Singles
1. Automatic (feat. Belly)
2. Hit Me Up (feat. Josh Ramsay & Belly)

## Sources
- (en) Cet article est partiellement ou en totalité issu de l’article de Wikipédia en anglais intitulé « Danny Fernandes » (voir la liste des auteurs).